# وویچیخ کارولاک
وویچیخ کارولاک (لهستانی: Wojciech Karolak؛ ‏ ۲۸ مهٔ ۱۹۳۹ – ۲۳ ژوئن ۲۰۲۱) موسیقی‌دان، آهنگساز و نوازنده حرفه‌ای ارگ هَموند بی-۳ اهل لهستان بود. وی دربارهٔ خودش می‌گفت «من یک موسیقی‌دان جاز و ریتم اند بلوز آمریکایی هستم که اشتباهی در اروپای مرکزی به‌دنیا آمده‌ام.» وی به‌صورت حرفه‌ای پیانو و ساکسوفون هم می‌نواخت. او به پاس مشارکت‌های فرهنگی-هنری‌اش موفق به دریافت نشان افتخار تولد لهستان از دستان رئیس‌جمهور لهستان الکساندر کواشنیوسکی شد که دومین نشان برتر این کشور (پس از نشان عقاب سپید) محسوب می‌شود. وی همچنین در سال ۲۰۰۷ برندهٔ نشان سیمین شایستگی در فرهنگ - گلوریا آرتیس شد.
از فیلم‌هایی که وی در آن‌ها نقش داشته است، می‌توان به کونوپیلکا اشاره نمود.